# Мала Кнежа
Мала Кнежа је мало ненасељено острвце у хрватском делу Јадранског мора.
Мала Кнежа се налази у Пељешком каналу око 0,4 км југозападно од рта Кнежа на северној обали острва Корчула. Површина острва износи 0,014 км². Дужина обалске линије је 0,45 км.. 